# Michail Olegowitsch Birjukow
Michail Olegowitsch Birjukow (russisch Михаил Олегович Бирюков; * 13. Oktober 1985 in Jaroslawl, Russische SFSR) ist ein ehemaliger russischer Eishockeytorwart und heutiger -trainer.

## Karriere
Michail Birjukow begann seine Karriere 2001 bei der zweiten Mannschaft des Lokomotive Jaroslawl in der dritten russischen Liga. Nach weiteren Stationen in den unteren russischen Ligen wurde er 2007 vom russischen Erstligisten HK MWD Balaschicha verpflichtet. Bei seinem nächsten Verein HK Dynamo Moskau stand Birjukow seit 2009 unter Vertrag. 2010 wechselte er innerhalb der KHL zum HK Jugra Chanty-Mansijsk, bei dem er in den folgenden vier Jahren Stammtorhüter war.

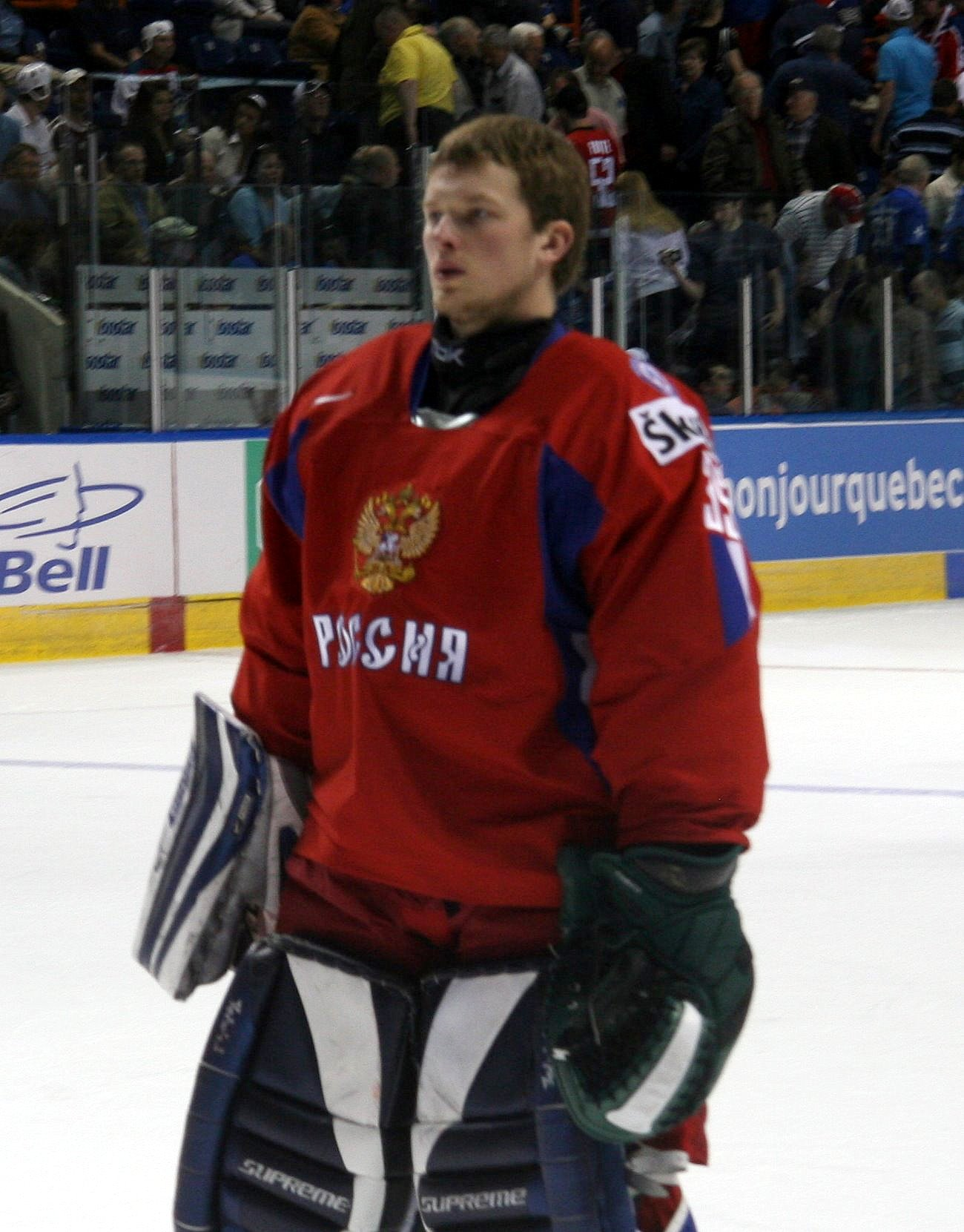
Michail Birjukow bei der Weltmeisterschaft 2008

Im Januar 2014 wurde er bis Saisonende an den HK ZSKA Moskau ausgeliehen, da der HK Jugra keine Chance mehr auf das Erreichen der Play-offs hatte und dieser dadurch Personalkosten sparen konnte. Nach dem Saisonende kehrte er zum HK Jugra zurück und absolvierte 17 weitere KHL-Partien für den Klub, wobei er teilweise durch Szjapan Haratscheuskich verdrängt wurde. Mit der Verpflichtung von Barry Brust verlor er endgültig seine Position als Stammtorhüter an diesen. Im Dezember 2014 wurde er zusammen mit Alexei Pepeljajew gegen Georgi Gelaschwili und  Pawel Walentenko von Torpedo Nischni Nowgorod eingetauscht.
Ab Mai 2017 stand Birjukow beim HK Witjas unter Vertrag und absolvierte 15 KHL-Partien für die Ritter, ehe er im November des gleichen Jahres entlassen wurde und anschließend seine Karriere beendete. Seither ist er Torwarttrainer bei Buran Woronesch.

### International
Birjukow spielte mit der russischen Nationalmannschaft bei der Weltmeisterschaft 2008 und wurde Weltmeister, wobei er drei Spiele absolvierte. In der Folge kam er regelmäßig im Rahmen der Euro Hockey Tour zu Länderspieleinsätzen, wurde aber zunächst nicht mehr für Welttitelkämpfe nominiert.
2012 wurde er erneut Weltmeister, wobei er in einem WM-Spiel eingesetzt wurde.

## Erfolge und Auszeichnungen
- 2011 KHL All-Star Game
- 2012 KHL All-Star Game

### International
- 2008 Goldmedaille bei der Weltmeisterschaft
- 2012 Goldmedaille bei der Weltmeisterschaft